# Rużar Briffa
Rużar Briffa (* 16. Januar 1906 in Valletta; † 22. Februar 1963 ebenda) war ein maltesischer Arzt und Lyriker.

## Leben
Seine Eltern waren Duminku und Ġovanna Briffa. Die erste Ausbildung erhielt Rużar Briffa an der St. Elmo’s Elementary State School und am Valletta Lyceum. Nach der Matura begann er 1923, an Grundschulen zu unterrichten. Ein Jahr später entschloss er sich, ein Studium aufzunehmen und schrieb sich an der medizinischen Fakultät der Universität Malta ein. Nach erfolgreichem Abschluss seines Studiums der Venerologie und Dermatologie in London wurde er 1932 Facharzt für Hautkrankheiten. Zusammen mit seinem Freund Ġużè Bonnici gründete er die Għaqda tal-Malti – Università und begann mit der Herausgabe der Zeitschrift Leħen il-Malti.
Briffa verbrachte einige Zeit in Indien, wo er mit Leprakranken in Kontakt kam, eine Erfahrung, die bei ihm einen bleibenden Eindruck hinterließ.
Nach dem Tod seiner ersten Frau im Jahr 1950 heiratete er Louisette, die die losen Papierfetzen sammelte, auf die er seine Einfälle schrieb, und mit der Hilfe von Valentin Barbara, einem Dominikanermönch, im Jahr 1960 Briffas einzigen Gedichtband unter dem Titel Poeżiji veröffentlichte.

## Wirken
Seine Gedichte sind überwiegend in Maltesisch verfasst. Briffas Hauptthema ist der existenzielle Schmerz, den seine Patienten neben den durch die Krankheit zugefügten körperlichen Schmerzen erlitten. Der Arzt Briffa konnte die Symptome der Krankheit zwar lindern, doch für die seelische Qual, die dem menschlichen Dasein zugrunde liegt, hatte er kein Heilmittel.
Briffa litt sein Leben lang sehr unter dem frühen Verlust seiner ersten Frau, der qualvollen Realität, die ihm in der Krankheit seiner Patienten begegnete, und schließlich unter dem Schwinden seiner eigenen Gesundheit. Viele seiner Gedichte wurden auf aus Notizbüchern ausgeschnittenen Zetteln oder auf der Innenseite einer geleerten Zigarettenschachtel geschrieben, andere auf Formularen, die für ärztliche Verschreibungen bestimmt waren, oder auf Papiertüten, also auf allem, was gerade zur Hand war.
Seine gesammelten Werke wurden 1984 von Oliver Friggieri veröffentlicht. Friggieri fand außerdem ein bis dahin unbeachtetes Gedicht von Briffa mit dem Titel The Autumn Dirge, das ihn an den Stil des englischen romantischen Dichters Percy Bysshe Shelly erinnert. Briffa schrieb dieses 1924 in englischer Sprache veröffentlichte Gedicht im Alter von 18 Jahren.
Als Fazit seines schriftstellerischen Wirkens soll Briffa gesagt haben:

“I did not write for glory. Poetry for me is by no means a matter of amusement, but rather of great suffering.”

„Ich habe nicht um des Ruhmes willen geschrieben. Poesie ist für mich keineswegs eine Form von Vergnügen, sondern vielmehr von tiefem Leid.“

## Veröffentlichungen
- Poeżiji. Lux Press, Malta 1960.
- Rużar Briffa. Il-Poeżiji Miġbura. Kritische Werkausgabe, herausgegeben von Oliver Friggieri. Klabb Kotba Maltin, Malta 1983 (maltesisch).